# United Sound Studio
Das United Sound Studio in Detroit war das erste unabhängige Tonstudio in den USA und wurde durch klassische Bluesaufnahmen berühmt. Es entwickelte sich zu Detroits größtem Tonstudio.

## Entstehung
Studiogründer Jimmy Siracuse wurde in Italien als Maschinist ausgebildet und spielte nebenher Violine und Harfe. Er arbeitete nach seiner Immigration in der lokalen Anzeigenwerbung von Detroit, als er Anfang 1933 die Gelegenheit für den Erwerb eines Wohnhauses in der 5840 Second Avenue ergriff. Im Haus in der Nähe der Wayne State University wurden einige bauliche Veränderungen erforderlich, um die anfangs geplanten zwei Tonstudios einrichten zu können. Im Erdgeschoss befand sich frontseitig das kleinere Studio B, Studio A wurde im hinteren Anbau eingerichtet und hatte Platz für ein komplettes Symphonieorchester. Bereits in jener Zeit war das United Sound Studio das erste, nicht zu Plattenfirmen gehörende unabhängige Tonstudio in den USA. Unabhängige Studios wurden von den Independent-Labels bevorzugt, weil sie selbst keine eigenen Aufnahmekapazitäten besaßen. Aber auch die Major Labels, die zumeist eigene Tonstudios besaßen, griffen auf die Arbeit unabhängiger Studios zurück. Seinen Sohn Joe Siracuse setzte Jimmy Siracuse als Toningenieur ein. Die Tonstudios selbst firmierten als United Sound Systems Inc. und stiegen schnell zum wichtigsten Tonstudio der Stadt auf.

## Frühe Blues-Aufnahmen
Über die ersten Aufnahmechronologien in der Dekade nach der Studiogründung ist nichts bekannt. Während der Anfangsphase konzentrierte sich Siracuse zunächst jedenfalls auf die Produktion von Radiowerbespots („commercials“) für die lokale Industrie.
Bluespianist Todd Rhodes nahm erstmals im Juli 1947 in den United Sound Studios auf, und zwar die Titel Dance of the Redskins, Flying Disc, Bell Boy Boogie und Blue Sensation. Die erste Aufnahmesession vom Paul Williams Sextet brachte am 5. September 1947 die Titel Hastings Street Bounce, Paradise Valley Walk, The Way You Look Tonight und Foolish Me hervor. Am 6. Oktober 1947 und 20. November 1947 kehrte er für weitere jeweils 4 Titel zurück. Das Wild Bill Moore Sextet nahm am 21. November 1947 ebenfalls 4 Titel auf, am 18. Dezember 1947 sogar 8 Titel. Am 20. Dezember 1947 buchte Paul Williams das Studio für 4 Songs. Am 21. Dezember 1947 hatte das Charlie Parker Quintet das Studio für Another Hair Do, Bluebird, Klaunstance und Bird Gets the Worm mit der Besetzung Miles Davis (Trompete), Charlie Parker (Altsaxophon), Erwin Duke Jordan (Piano) und Max Roach (Schlagzeug) gebucht.
Boogie Chillen’ entstand in der ersten kommerziellen Aufnahmesession für John Lee Hooker am 3. September 1948 im Studio B, veröffentlicht am 3. November 1948 (Modern #627) und produziert von Bernard Besman. Die Aufnahmebedingungen waren technisch so einwandfrei, dass man seine Hand die Gitarrensaiten berühren hört. Toningenieur bei dem Song mit den typischen Gitarren-Staccatos und dem ungewöhnlichen Fußstampfen war Joe Siracuse; Hooker begleitet sich lediglich auf der Gitarre. In dieser Session entstanden auch Sally May (oder Sally Mae; A-Seite), Highway Blues oder Wednesday Evening Blues, insgesamt 10 Titel. Die ersten drei Titel verbrauchten einen großen Teil der für 3 Stunden anberaumten Aufnahmezeit, so dass Boogie Chillen unter Zeitdruck entstand. Boogie Chillen belegte am 19. Februar 1949 für eine Woche den ersten Rang in der Rhythm-&-Blues-Hitparade und war mit einer Million verkaufter Platten der erste Erfolg des Detroiter Studios und für John Lee Hooker.
Die zweite Session mit Hooker fand am 18./19. Februar 1949 statt (Weeping Willow Boogie, Hobo Blues und Crawling King Snake). Hookers I’m in the Mood wurde am 7. August 1951 aufgenommen, belegte für 4 Wochen die Topposition und erreichte ebenfalls Millionenseller-Status. Am 22. Mai 1952 entstanden It Hurts me So, I Got Eyes For You, I Got The Key, Bluebird Blues und Key to the Highway. Der Studiotermin vom 18. Oktober 1954 brachte insgesamt 4 Titel hervor (Odds Against Me, Nothin‘ But Trouble, I Need Love so Bad und Don’t Trust Nobody). Es war die letzte Aufnahmesession von Hooker bei United Sound. Von den über 200 Titeln Hookers entstanden die musikhistorisch wichtigsten in den United Sound Studios.
Nur Hookers Aufnahmen konnten nach wie vor die Hitparaden erreichen. Alberta Adams nahm hier am 16. Juli 1953 Messin‘ Around With the Blues, This Morning, Remember und No Good Man ohne messbaren Erfolg auf. Ab 1955 wurde die Blues-Orientierung des Studios zugunsten anderer Stilrichtungen aufgegeben. Erste Country-Sounds gelangten mit Jimmy Work ins Studio, der im Juni 1954 insgesamt 4, ebenso im August 1955 und September 1955, 2 im März 1956 und 4 Titel im Mai 1956 aufnahm. Keiner der Titel konnte jedoch Hitparaden-Status erlangen.

## Popmusik
Im April 1957 entstand für Jack Scott mit Baby She’s Gone / You Can Bet Your Bottom Dollar dessen erste Single, gefolgt von Grease Ball / My True Love (Januar 1958). Im Mai 1958 entstand mit ihm die Ballade My True Love, die innerhalb weniger Wochen mehr als eine Million Exemplare umsetzte und Rang 3 der Pop-Charts erreichte. Für die Romeos wurde Let’s be Partners produziert (Juli 1957), die Paragons hatten Poor Boy im September 1958 zuhause aufgenommen und bei United abmischen lassen. Jackie Wilson ließ hier seinen für sieben Wochen an Rang 1 (R&B-Charts; Rang 7 Pop) notierten Hit Lonely Teardrops / In the Blue of the Evening am 5. Oktober 1958 einpegeln (produziert von Dick Jacobs auf 3-Spur).
Als Berry Gordy jr. am 12. Januar 1959 sein erstes Plattenlabel Tamla Records in Detroit gründete und noch keine eigenen Tonstudios besaß, nutzte er vier unabhängige Tonstudios in Detroit, nämlich neben Special Recordings, B-B Productions und Ecolic Recorders auch United Sound, bevor er in „Hitsville“ seine konzerneigenen Studios errichtete. Die überhaupt erste Single von Tamla Records war Marv Johnson mit Come to Me / Whisper, die im Januar 1959 in 7 Takes bei United Sound entstand und am 21. Februar 1959 veröffentlicht wurde (Tamla #101). Hiermit erreichte Johnson den sechsten Rang der R&B-Charts. Mary Wells benötigte für ihre erste Aufnahme zu Bye Bye Baby unter Produzent Robert Bateman sogar 22 Takes, veröffentlicht im Dezember 1960 und kam auf Rang 8 der R&B-Charts. Eddie Holland, später ein Teil des erfolgreichen Autorenteams Holland–Dozier–Holland, nahm ab 25. Januar 1962 als Interpret insgesamt 22 Titel bis 10. September 1964 hier auf. Die großen Hits des Motown-Konzerns entstanden danach in konzerneigenen Tonstudios. Lediglich Stevie Wonder kam für My Cherie Amour (September 1969) hierhin, ebenso produzierte Marvin Gaye für die zwischen Juni 1970 und März bis Mai 1971 entstandene LP What’s Going On die Rhythmus-Spur und andere Teile in Studio A. Auch die Nachhalleffekte („delay reverberation“) entstanden bei United Sound, im Übrigen waren noch 3 weitere Tonstudios beteiligt (Hitsville, Golden World und Sound Factory in Los Angeles).
Die Royaltones verewigten ihre Single Short Line / Big Wheel im Jahre 1960. Die Detroiter Gruppe Falcons spielte hier im Dezember 1961 erneut I Found A Love ein, das nach Veröffentlichung im Januar 1962 den sechsten Rang der R&B-Hitparade erreichte. Aus dieser Formation gingen berühmte Soulinterpreten wie Eddie Floyd und Wilson Pickett hervor; letzterer sang Lead bei der erwähnten Aufnahme. Einige lokale Künstler bekamen bei United eine Aufnahmechance. Die Reflections transportierten den Titel Just Like Romeo and Juliet in die nationale Pop-Hitparade (März 1964; #6 Pop), Barbara Lewis brachte Baby I’m Yours heraus (Juni 1965; Rang 5 R&B, #11 Pop), The Boys versuchten sich mit I Wanna Know / Angel of Mine (12. Oktober 1964), The Segments mit The Story of My Life / It’s Unfair (26. November 1966; in 3 ½ Stunden aufgenommen), John „Johnny Powers“ Pavlik mit Long Blonde Hair (August 1957) und Seventeen / You’re to Blame (Januar 1961). Viele frühen Aufnahmen der kleinen Chicagoer Plattenlabels Fortune Records und Fox Records entstanden hier, so etwa im Dezember 1963 Misery / I’m the Man von den Royal Playboys.
Im Beatles-Stil produzierten die Rationals im Januar 1966 die Single Feelin' Lost / Little Girls Cry. Darrell Banks Titel Open the Door to Your Heart / Our Love (Is In the Pocket) wurde im Juni 1966 von Don Davis produziert und konnte bis auf Rang 2 der R&B-Hitparade vordringen (#27 Pop). Banks ließ hier später sein ganzes Album Here to Stay (1969) einpegeln. Die Capitols griffen bei ihrer Tanzplatte Cool Jerk (März 1966) auf eine erfolggeprüfte Instrumentation zurück. Ihr bei Golden World aufgenommener und von United Sounds abgemischter Song wurde instrumental von einigen Mitgliedern der Motown-Sessiongruppe Funk Brothers heimlich verstärkt (George McGregor/Percussion, Bobby Jones/Gesang, Johnny Griffith/Piano, Bob Babbitt/Bassgitarre und Andrew „Mike“ Terry/Baritonsaxophon). Diese hatten gerade die Produktion von Love is Like an Itching in My Heart für die Supremes beendet und halfen bei den Capitols aus, deshalb sind instrumentale Ähnlichkeiten zum Motown-Sound unverkennbar. The Way You’ve Been Acting Lately mit der gleichnamigen B-Seite als Instrumentalversion von Al Kent kam im April 1967 auf den Markt. Die Band MC 5 nahm am 4. Januar 1968 die Single Borderline / Looking at You auf.
Isaac Hayes ließ für sein Album Hot Buttered Soul im Juni 1969 die Grundspuren, Geigen- und Bläsersektionen bei United Sounds aufnehmen. Der aus Detroit stammende Jackie Wilson ließ hier seine letzte – und wohl beste – LP Nobody But You im August 1975 einpegeln. Kurz danach verfiel er nach einem Herzanfall am 29. September 1975 ins Koma. Johnnie Taylor nahm hier unter Aufsicht von Don Davis den Millionenseller Who’s Making Love (Oktober 1968; Rang 4 Pop) und alle Singles bis Disco Lady auf (Januar 1976), der überhaupt ersten von der amerikanischen RIAA am 22. April 1976 vergebenen Platin-Auszeichnung für 2,5 Millionen verkaufter Exemplare. Der pulsierende Tanzsong belegte in beiden Hitparaden den ersten Rang und war damit die erfolgreichste Produktion des Studios.
Die Funk-Truppe Parliament war einer der Dauerkunden im United Sound Studio. Hier entstanden die LPs Up For the Downstroke (Juli 1974; mit den Single-Hits Up For the Downstroke, Oktober 1974 #10; Testify, Dezember 1974), Mothership Connection (Dezember 1975; Single: P Funk, Februar 1978), The Clones of Dr. Funkenstein (Juli 1976), Parliament Live P Funk-Earth Tour (Mai 1977), Parliament – Funkentelechy vs. The Placebo Syndrome (November 1977), Motor Booty Affair (Januar bis Juli 1978), Gloryhallastoopid (November 1979) und Trombipulation (Dezember 1980); danach ließen sie bei HDH-Records produzieren. Funkadelic war die Parallelband zu Parliament, beide angeführt von George Clinton. Auch sie hat beinahe alle Alben hier produzieren lassen. Free Your Mind (Juli 1970), Cosmic Slop (1973) oder One Nation Under a Groove (Titelsong belegte Rang 1 der R&B-Charts; September 1978). Auch die meisten Alben der P-Funk entstanden hier. Die Funk-Band Zapp verewigte hier ihr gleichnamiges, im August 1980 produziertes Album, aus dem der Titel More Bounce to the Ounce bis auf Rang 2 der R&B-Charts vordrang. Am Mischpult war – wie meist bei Funk-Aufnahmen – Jim Vitti.
Vitti bediente meist auch die Regler bei der Funk-Gruppe Dramatics, die ebenfalls von Don Davis produziert wurde. Alle frühen LPs entstanden unter seiner Regie bei United Sound. Whatcha See is Whatcha Get (veröffentlicht am 15. Januar 1972) mit gleichnamiger Single, A Dramatic Experience (27. Oktober 1973), Dramatically Yours (11. Mai 1974), The Dramatic Jackpot (29. März 1975), Drama V (15. November 1975) oder Joy Ride (23. Oktober 1976) entstanden bei United Sound, ab 1977 wechselten sie zu anderen Studios. Die Dramatics kehrten für die LP New Dimension im Jahr 1982 zu United Sound zurück, auch ein Stück aus der LP Stone Cold (24. September 1990) stammte aus dem United Studio: No Place to Live. Ihr größter Single-Erfolg war In the Rain (LP Whatcha See is Whatcha Get), der nach Veröffentlichung im Februar 1972 die Topposition der R&B-Charts und Rang 5 der Pop-Charts erreichte. Dieser hohe Anteil des Musikstils des Funk hat den Studios den Ruf des „Funk-Zentrums “der USA eingebracht.
Der führende Kopf sowohl von Parliament als auch Funkadelic war George Clinton, der für die Red Hot Chili Peppers die LP Freaky Stylie im Mai 1985 in den United Sound Studios produzierte. Aretha Franklin besuchte die United Sound Studios zwischen Oktober 1984 und Mai 1985 für die LP Who’s Zoomin‘ Who? (erst im Juli 1985 veröffentlicht). Auch ihre Single Jumping Jack Flash (7./8. Juli 1986) mit Keith Richards als Produzent und Steve Lillywhite als Toningenieur entstand hier. Martha Reeves & the Vandellas nahmen hier die Single Step Into My Shoes im Juli 1989 auf. Grover Washington stand hier ab 22. Februar 1994 für mehrere Titel vor dem Mikrofon.

## Weiteres Schicksal der Studios
Musikautor und Produzent Donald „Don“ Davis (ehemals Stax Records), der hier bereits oft produziert hatte, erwarb die Studios 1971. Wegen des großen Erfolges von Disco Lady kürte ihn 1976 das Billboard-Magazin zum „Producer of the Year“. Im Jahre 1978 schaffte er eine 24-Spur-Tonanlage an. Nach 10 Jahren verließ Davis die Studios und wechselte 1980 als Direktor zur First Independence National Bank in Detroit, wo er 1986 zum Vorstandsvorsitzenden berufen wurde.
Der Rechtsanwalt Roger Hood kaufte das verfallende Gebäude 1997 von der Stadt und begann mit der Renovierung. Die Studios waren deshalb seit Oktober 1997 geschlossen und eröffneten im Juli 2003 nach umfangreichen Renovierungsarbeiten mit neuem Studioequipment. Die Wiedereröffnung ist damit Roger Hood und dem Chefingenieur Kevin Powell zu verdanken. 2002 kaufte Hood auch die bei Groovesville Productions Inc. von Don Davis gehaltenen Lizenzrechte. Hood besitzt auch das Plattenlabel BlackBottom. Das Gebäude wird der für 2018 geplanten, 10,8 km langen innerstädtischen Erweiterung des Interstate Highway 94 zum Opfer fallen.